# Paolo Gorini

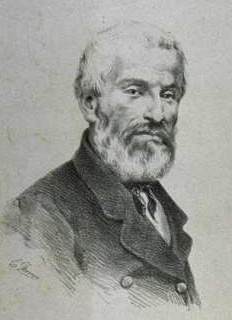
Paolo Gorini.

Paolo Gorini (Pavía, 18 de enero de 1813 - Lodi, 2 de febrero de 1881) fue un científico y matemático italiano, es conocido principalmente como embalsamador de cadáveres siguiendo un procedimiento inventado y experimentado por él mismo.

## Biografía
Hijo de Giovanni Gorini (profesor de matemáticas en la Universidad de Pavía) y de Martina Pelloli. Se trasladó en 1834 a Lodi, donde realizó importantes descubrimientos sobre sustancias orgánicas.
Tras los Cinco días de Milán (1848), se fue a Suiza, donde continuó con sus estudios de geología. De vuelta en Lodi publicó, en 1871, Sull'origine dei vulcani y en 1872 se hizo conocido por el embalsamiento de los cuerpos de Giuseppe Mazzini y del escritor Giuseppe Rovani.